# Biston vlachi
Biston vlachi là một loài bướm đêm trong họ Geometridae.